# お笑い賞レースの一覧
お笑い賞レースの一覧は、日本国内で開催されている、または開催されていたお笑いの賞レースの一覧である。その場で競うコンテスト形式の賞と、その年の活動を表彰する目的の賞が混在する。

## 全国放送中の賞レース
掲載順は、第一に大会規模の指標として賞金、第二に歴史性の指標として初回年を参照。副題は省略。
| タイトル         | 芸種           | 決勝持ち時間      | 資格                                                                       | 主催                              | 制作                   | 賞金    | 開催期間                       |
| M-1グランプリ    | 漫才           | 4分               | 結成15年以下、2人以上                                                      | 吉本興業、朝日放送テレビ          | 朝日放送テレビ         | 1,000万 | 2001年 - 2010年、2015年 - 現在 |
| キングオブコント | コント         | 5分               | 2人以上、併願不可                                                          | キングオブコント事務局、TBSテレビ | TBSテレビ              | 1,000万 | 2008年 - 現在                  |
| THE W            | 不問           | 4分               | 女性                                                                       | 吉本興業、日本テレビ              | 日本テレビ             | 1,000万 | 2017年 - 現在                  |
| THE SECOND       | 漫才           | 6分               | 結成16年以上、プロのみ、全国ネット漫才賞レースで優勝なし、即席ユニット不可 | 吉本興業、フジテレビ              | フジテレビ             | 1,000万 | 2023年 - 現在                  |
| R-1グランプリ    | ピン芸         | 4分               | 1人                                                                        | 吉本興業                          | 関西テレビ             | 500万   | 2002年 - 現在                  |
| ダブルインパクト | 漫才コント両方 | 漫才4分 コント4分 | 2人以上、全員が漫才とコントの両方を行う                                    | 日本テレビ、読売テレビ            | 日本テレビ、読売テレビ | 1,000万 | 2025年 - 現在                  |

## ローカル放送中の賞レース
掲載順は、第一に大会規模の指標として賞金、第二に歴史性の指標として初回年を参照。
| タイトル            | 芸種 | 決勝持ち時間 | 資格                   | 主催                   | 制作                   | 賞金  | 開催期間      |
| 上方漫才大賞        | 漫才 | -            | 上方芸人               | ラジオ大阪、関西テレビ | ラジオ大阪、関西テレビ | 200万 | 1966年 - 現在 |
| ytv漫才新人賞       | 漫才 | 4分          | 関西拠点、芸歴10年以下 | 読売テレビ             | 読売テレビ             | 100万 | 2012年 - 現在 |
| ABCお笑いグランプリ | 不問 | 4分          | 芸歴10年以下、プロのみ | 朝日放送テレビ         | 朝日放送テレビ         | 100万 | 2012年 - 現在 |

## 開催中の賞レース
掲載順は、第一に大会規模の指標として賞金、第二に歴史性の指標として初回年を参照。副題は省略。
| タイトル                     | 芸種      | 決勝持ち時間 | 資格                                                                 | 主催                           | 賞金      | 開催期間      |
| 上方漫才協会大賞             | 漫才      | -            | よしもと漫才劇場、ヨシモト∞ホール、神保町よしもと漫才劇場の若手芸人  | 上方漫才協会、吉本興業         | 大賞500万 | 2016年 - 現在 |
| ツギクル芸人グランプリ       | 不問      | 4分          | 日本音楽事業者協会所属のお笑い芸人のうち、各事務所から推薦があった者 | 日本音楽事業者協会、フジテレビ | 200万     | 2019年 - 現在 |
| UNDER5 AWARD                 | 不問      | 4分          | 芸歴5年以下、併願不可                                                | 吉本興業                       | 100万     | 2023年 - 現在 |
| UNDER 25 OWARAI CHAMPIONSHIP | 不問      | 3分          | 25歳以下                                                             | ニッポン放送、SLUSH-PILE.      | 25万      | 2023年 - 現在 |
| NHK新人演芸大賞              | 不問/落語 | 4分/11分     | 結成10年未満のプロの芸人/ プロの落語家で、入門15年未満               | 日本放送協会（NHK）            | 50万      | 1956年 - 現在 |
| NHK上方漫才コンテスト        | 不問      | 8分          | 結成10年未満のプロの芸人                                             | NHK大阪放送局（NHK）           | 50万      | 1971年 - 現在 |
| 今宮戎マンザイ新人コンクール | 不問      | 3分          | 未受賞                                                               | ＴＶランド                     | 20万      | 1980年 - 現在 |
| AUN                          | 大喜利    | -            | 不明                                                                 | Quick Japan、WLUCK             | 無し      | 2020年 - 現在 |

## 終了した全国放送賞レース
掲載順は、歴史性の指標として初回年を参照。副題や冠スポンサー名は省略。
| タイトル           | 芸種     | 決勝持ち時間 | 資格              | 主催                 | 制作       | 賞金  | 開催期間        | 後続番組              |
| 爆笑オンエアバトル | 不問     | 不明         | 不明              | NHK                  | NHK        | 無し  | 1999年 - 2010年 | オンバト+             |
| オンバト+          | 不問     | 不明         | 不明              | NHK                  | NHK        | 無し  | 2010年 - 2014年 | 無し                  |
| THE MANZAI         | 漫才     | 4分          | プロのみ、2人以上 | 吉本興業             | フジテレビ | 無し  | 2011年 - 2014年 | THE MANZAI マスターズ |
| S-1バトル          | 映像作品 | 3分          | プロのみ          | ソフトバンクモバイル | 日本テレビ | 1億円 | 2009年 - 2010年 | 無し                  |

## 終了したローカル放送賞レース
掲載順は、歴史性の指標として初回年を参照。副題や冠スポンサー名は省略。
| タイトル                | 芸種 | 決勝持ち時間 | 資格 | 主催 | 制作 | 賞金 | 開催期間 | 後続番組            |
| ABCお笑い新人グランプリ |      |              |      |      |      |      |          | ABCお笑いグランプリ |

## 終了した賞レース
掲載順は、歴史性の指標として初回年を参照。副題や冠スポンサー名は省略。
| タイトル   | 芸種 | 決勝持ち時間 | 資格             | 主催 | 賞金 | 開催期間        |
| 笑顔甲子園 | 不問 | 不明         | 国内在住の高校生 | 新居浜市、日本笑い学会四国支部、愛媛新聞、テレビ愛媛、新居浜文化協会、新居浜商工会議所、新居浜青年会議所、新居浜市観光協会、新居浜市物産協会、ハートネットワーク、あかがねミュージアム運営グループ他 | 無し | 2011年 - 2020年 |